# Theo Gerdener
Theodor Johannes Adolph (Theo) Gerdener (Fokváros, 1916. március 19. – 2013. november 21.) dél-afrikai újságíró, író és politikus.

## Fiatalkora
Gerdener mélyen vallásos családból származott, apja, dr. G. B. A. Gerdener a Stellenboschi Teológiai Szeminárium tanára volt. Nagyapja Johann Gerdener (1841–1891) tiszteletes, rajnai misszionáriuskért érkezett Dél-Afrikába, és Wupperthalban dolgozott. Theo Gerdener jogot és filozófiát tanult a Stellenboschi Egyetemen, majd 1937-ben a Die Burger riportere lett. Már egészen fiatalon lelkesen politizált.
Gerdener több évig szabadúszóként dolgozott, mígnem Nicolaas Havenga akkori pénzügyminiszter 1953-ban megkereste, hogy segítsen a Nemzeti Pártnak előkészíteni, illetve megszervezni az 1953-as választásokat. 

## Politikusként
Gerdener egy jó ideig szenátor volt, ez akkor változott meg, amikor 1961-ben Natal adminisztrátorává nevezték ki. Ő volt a tartomány legfiatalabb adminisztrátora, és egyben az első afrikáner, aki ezt a pozíciót töltötte be.
1970-ben az akkori miniszterelnök, John B. Vorster belügyminiszterré nevezte ki. Gerdener úgy vélte, hogy Dél-Afrika az apartheid politikája miatt a szükségesnél sokkal jobban el fog szigetelődni a külvilágtól, és ezért sokszor felszólalt amellett, hogy ezt a rendszert "eltöröljék". Mivel párttársainak nagy része nem értett egyet vele, 1972 második felében lemondott a kabineti tisztségéről, majd ugyanazon az év végén kilépett a Nemzeti Pártból is.
Gerdener támogatta De Villiers Graaff kampányát egy nagyobb formátumú ellenzéki párt létrehozására, amit végül az Egyesült Párt 1977. június 29-ei Új Köztársaság Pártba (NRP) történő beolvadásával "oldottak meg". Gerdener azonban röviddel az 1977. november 30-i általános választás előtt lemondott az NRP-ben betöltött tisztségéről, és visszavonult a politikától.

## Családja
1943. január 22-én feleségül vette Martha van Rensburgot. A házasságból egy fiú és két lány született.

## Fordítás
Ez a szócikk részben vagy egészben  a   Theo Gerdener című afrikaans Wikipédia-szócikk ezen változatának fordításán alapul.  Az eredeti cikk szerkesztőit annak laptörténete sorolja fel. Ez a jelzés csupán a megfogalmazás eredetét és a szerzői jogokat jelzi, nem szolgál a cikkben szereplő információk forrásmegjelöléseként.